# Episodi di Man Seeking Woman (prima stagione)
La prima stagione della serie televisiva Man Seeking Woman è stata trasmessa sul canale statunitense FXX dal 14 gennaio al 18 marzo 2015.
In Italia la stagione è tuttora inedita.
| n° | Titolo originale           | Titolo italiano | Prima TV USA     | Prima TV Italia |
| -- | -------------------------- | --------------- | ---------------- | --------------- |
| 1  | Lizard                     |                 | 14 gennaio 2015  |                 |
| 2  | Traib                      |                 | 21 gennaio 2015  |                 |
| 3  | Pitbull                    |                 | 28 gennaio 2015  |                 |
| 4  | Dram                       |                 | 4 febbraio 2015  |                 |
| 5  | Sizzurp                    |                 | 11 febbraio 2015 |                 |
| 6  | Gavel                      |                 | 18 febbraio 2015 |                 |
| 7  | Stain                      |                 | 25 febbraio 2015 |                 |
| 8  | Branzino                   |                 | 4 marzo 2015     |                 |
| 9  | Teacup / Woman Seeking Man |                 | 11 marzo 2015    |                 |
| 10 | Scepter                    |                 | 18 marzo 2015    |                 |